# Irina Gebuhr
Irina Elisabeth Gebuhr, född 23 juli 1957 i Göteborg, är en svensk konstnär. Hon är gift med konstnär Dan Wirén.
Gebuhr, som är dotter till grafisk formgivare Svend E. Gebuhr och teckningslärare Gunila Ahlqvist, studerade vid  Gerlesborgsskolan 1974–1976, vid Kungliga Konsthögskolan (måleri) 1976–1981 och har varit verksam fri konstnär sedan 1981. Hon höll separatutställningar i Stockholm 1982 och 1984 och har deltagit i samlingsutställningar. Hon är representerad på Moderna museet. Hon tilldelades Ester Lindahls stipendium 1989.